# Glaciar do Tacul
O glaciar de Tacul (em alemão:  glacier du Tacul) faz parte do maciço do Monte Branco e fica no departamento de Ródano-Alpes, em França. 
O glaciar é formado pelo reunião do glaciar do Gigante, o das   Périades e o do l'Envers du Plan. Perto dos 2100 m de altitude junta-se com o glaciar de Leschaux para formar o Mar de Gelo.